# Гульфакси

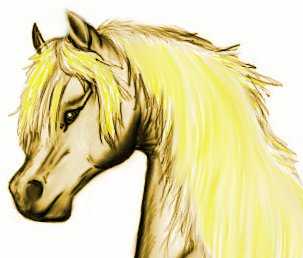

Гульфакси — волшебный конь в скандинавской мифологии. Его имя означает «золотая грива».
Как говорится в мифах, первоначально конь принадлежал великану Грунгниру, а затем был передан Магни его отцом Тором в качестве вознаграждения за помощь в битве с Грунгниром. 
В мифах Гульфакси одинаково быстро перемещается по земле, по воздуху и по воде, но не так быстро, как конь Одина Слейпнир.
Гульфакси был частым персонажем исландских детских сказок и упомянут в ряде произведений фэнтезийной литературы.